# Ușomîr, Korosten
Ușomîr (în ucraineană Ушомир) este localitatea de reședință a comunei Ușomîr din raionul Korosten, regiunea Jîtomîr, Ucraina.

## Demografie
Componența lingvistică a localității Ușomîr
     Ucraineană (98,49%)
     Rusă (1,21%)
     Alte limbi (0,3%)
Conform recensământului din 2001, majoritatea populației localității Ușomîr era vorbitoare de ucraineană (98,49%), existând în minoritate și vorbitori de rusă (1,21%).